# Bernhard Heeb
Bernhard S. Heeb (* 1976) ist ein deutscher Prähistoriker. Er ist Kustos am Berliner Museum für Vor- und Frühgeschichte.

## Ausbildung und Beruf
Heeb studierte von 1998 bis 2005 Ur- und Frühgeschichte, Vorderasiatische Altertumskunde, Soziologie und Kunstgeschichte an der FU Berlin und der Universität Würzburg. 2009 erfolgte die Promotion im Fach der Ur- und Frühgeschichte an der Universität Frankfurt mit dem Thema Die prähistorische Besiedlungsgeschichte und Nutzung des Bodenseerheintals. 2009 bis 2011 war er Wissenschaftlicher Assistent in Fortbildung am Museum für Vor- und Frühgeschichte und von 2011 bis 2018 Wissenschaftlicher Mitarbeiter daselbst. Aufsehen erregten die von ihm kuratierten Sonderausstellungen „Russen & Deutsche – 1000 Jahre Kunst, Geschichte und Kultur“ sowie „Die Wikinger“. Seit 2018 ist Heeb Kustos folgender Sammlungen im Museum für Vor- und Frühgeschichte:
- Troja – Sammlungsbereich Schliemannsche Altertümer
- Sammlungsbereich Bronzezeit
- Sammlungsbereich Anthropologie

## Forschungsarbeiten
Heeb nahm leitend an zahlreichen Ausgrabungen teil, besonders leistete er Beiträge zur archäologischen Siedlungsforschung zur Bronzezeit in Rumänien und bei Forschungen zur bronzezeitlichen und früheisenzeitlichen Besiedlung des Suusamyr-Plateaus im Tian Shan-Gebirge (Kirgisistan). Besondere öffentliche Aufmerksamkeit erhielt Heeb für die von ihm koordinierten Forschungen zur Provenienz menschlicher Überreste aus kolonialen Kontexten, der Schädelsammlung des Anthropologen Felix von Luschan.

## Mitgliedschaften und Gremientätigkeiten
- seit 1998 Mitglied der Gesellschaft für Archäologie in Württemberg und Hohenzollern e.V.
- seit 2010 Mitglied der Berliner Gesellschaft für Anthropologie, Ethnologie und Urgeschichte (Beisitzer, zeitweilig Geschäftsführer)[5]

## Publikationen (Auswahl)
Monographien
- Das Bodenseerheintal als Siedlungsraum und Verkehrsweg in prähistorischen Epochen. Eine siedlungsarchäologische Untersuchung (= Frankfurter Archäologische Schriften 20). Habelt, Bonn 2011
- Feldkirch, Altenstadt-Grütze. Ein urnenfelderzeitlicher Brandopferplatz in Vorarlberg (= Frankfurter Archäologische Schriften 13; = Schriften des Vorarlberger Landesmuseums Reihe A: Landschaftsgeschichte und Archäologie 10). Habelt, Bonn 2010, ISBN 978-3-7749-3657-7.

Herausgeber
- mit A. Szentmiklosi, R. Krause, Matthias Wemhoff (Hrsg.): Fortifications: Rise and Fall of Defended Sites in Late Bronze and Early Iron Age of South-East-Europe. International Conference Timisoara, Romania 2015. (= Berliner Beiträge zur Vor- und Frühgeschichte 21). Berlin 2017
- mit Charles Kabwete-Mulinda (Hrsg.): Human Remains from the Former German Colony of East Africa. Recontextualization and Approaches for Restitution. Böhlau, Köln u. a. 2022.

Aufsätze
- mit R. Lehmphul, A. Szentmiklosi, A. Stobbe, R. Krause: The Genesis of the Fortification of Corneşti-Iarcuri near the Mureş Lower Course (Romanian Banat) – A Phase Model on the Chronology of the Settlement and Fortification Structures. In: S. Hansen, R.Krause (Hrsg.): Bronze Age Fortresses in Europe - Proceedings of the Second International LOEWE Conference, 9-13 October 2017 in Alba Iulia. In: UPA 335, Bonn, 2019, 253–278
- Ein schweres Erbe – Menschliche Überreste aus kolonialem Kontext in den Sammlungen der Stiftung Preußischer Kulturbesitz. In: Museumsjournal 1/2019, 36–37.
- mit R. Krause, A.Szentmiklosi, R. Lehmphul, K. Teinz, A. Balarie, Ch. Herbig, A. Stobbe, J. Schmid, D. Schäffler, M. Wemhoff: Corneşti–Iarcuri – Die Ausgrabungen 2013 und 2014 in der befestigten Großsiedlung im rumänischen Banat. In: Eurasia Antiqua 22, 2019, 133–184.
- mit R. Lehmphul, A. Georgescu, A. Szentmiklosi, A. Bălărie, K. Teinz, R. Krause, Matthias Wemhoff: Häuser, Gruben und ein „Lausitzer“ Gefäß – Ergebnisse der Feldforschungen 2016 und 2017 an der spätbronzezeitlichen Siedlung Corneşti-Iarcuri im rumänischen Banat. In: Acta Praehist. Arch. 50, 2018, 31–43.
- mit Ch. Jahn, A. Szentmiklosi: Geschlossene Gesellschaft? Zur Gestaltung und Bedeutung bronzezeitlicher Festungstore. In: Matthias Wemhoff (Hrsg.): Festschrift Alix Hänsel. Act. Arch. Praehist. 46, 2014, 67–103.
- mit A. Szentmiklosi, J. Heeb, A. Harding, R. Krause, H. Becker: Corneşti-Iarcuri – a Bronze Age town in the Romanian Banat? In: Antiquity 85, 2011, 819–883.